# Dioxina

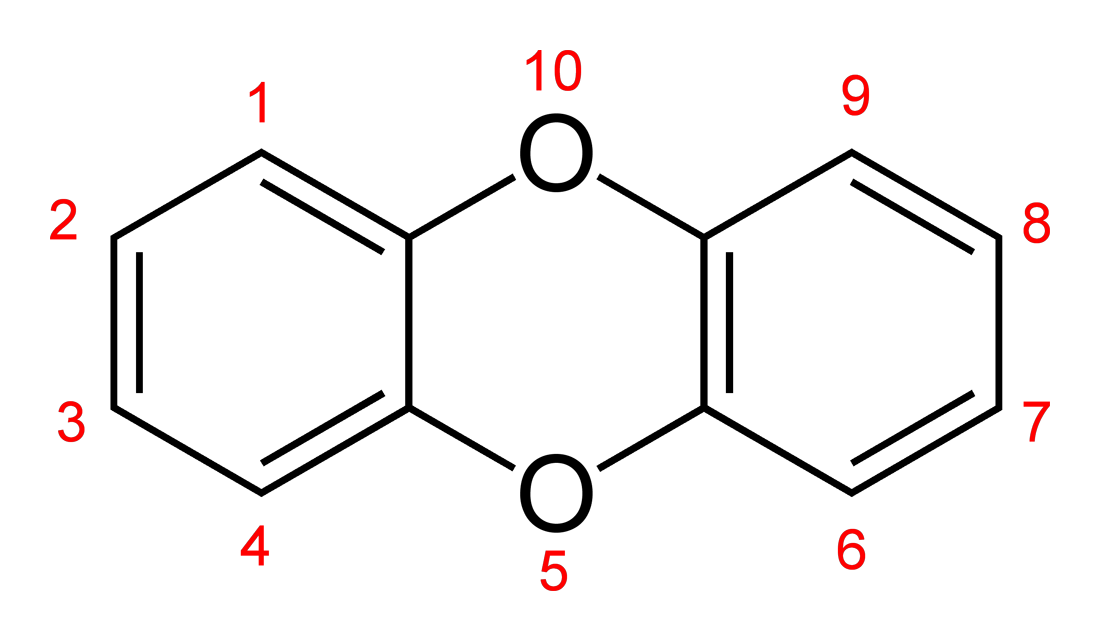
La fórmula estructural y esquema de numeración de sustituyentes del compuesto principal de dibenzo-p-dioxina.

Las dioxinas es el nombre genérico de una familia de compuestos organoclorados extremadamente tóxicos que se producen, de forma no deseada, a partir de procesos de combustión o de determinados procesos de producción en los que está implicado el cloro. Todas tienen en común la estructura de dibenzo-p-dioxina (DBD), diferenciándose entre ellas por el número de sustituyentes de cloro y por la posición de estos. En total, existen setenta y cinco dioxinas diferentes. Estos compuestos, son muy poco solubles en agua y su solubilidad se hace todavía menor cuanto mayor es el número de átomos de cloro en la molécula. Similares en estructura, reactividad, origen y toxicidad son los policlorodibenzofuranos (PCDF) sustancias que, a menudo, se estudian junto con las dioxinas. Debido a la baja reactividad de las dioxinas, a la fácil acumulación en cuerpos grasos de animales y plantas y a la fácil acumulación en suelos, estos compuestos se consideran contaminantes ambientales persistentes. Las dioxinas se encuentran en el medio ambiente por todo el mundo y debido a su persistencia se van acumulando a lo largo de la cadena alimentaria, principalmente en el tejido adiposo de los animales por su solubilidad en las grasas. Los productos de origen animal son los mayores contribuyentes a la ingesta de dioxinas por los humanos.

## Origen y presencia
En los alimentos están presentes en forma de trazas, es decir en cantidades del orden del nanogramo y del picogramo por kilogramo,
Las dioxinas se han hecho muy conocidas en los últimos años porque preocupa su presencia en el medio ambiente ya que se encuentran en muchos lugares, aunque en bajas concentraciones, y algunas de ellas son extremadamente tóxicas. Junto con las dioxinas se suelen encontrar furanos que son unos compuestos químicos similares.
Las dioxinas son fundamentalmente subproductos de procesos industriales, pero también pueden producirse en procesos naturales como las erupciones volcánicas y los incendios forestales. Las dioxinas son subproductos no deseados de numerosos procesos de fabricación tales como la fundición, el blanqueo de la pasta de papel con cloro o la fabricación de algunos herbicidas y plaguicidas. En cuanto a la liberación de dioxinas al medio ambiente, la incineración no controlada de desechos (sólidos y hospitalarios) suele ser la causa más grave, dado que la combustión es incompleta. Existe tecnología que permite la incineración controlada de desechos con bajas emisiones.
Las dioxinas no se fabrican deliberadamente, excepto en pequeñas cantidades para trabajos de investigación.
Hay varios cientos de dioxinas y furanos.  Una simple dosis de 6 millonésimas de gramo de la dioxina más letal, la 2,3,7,8-TCDD, puede matar a una rata [cita requerida]. Todavía no se sabe bien cómo afectan -puntualmente- a los humanos estas sustancias. Se ha podido observar la acción de estos compuestos cuando alguna persona ha quedado expuesta por accidente a ellas, pero en estos casos sólo se puede conocer la dosis que han recibido muy aproximadamente. Por esto es arriesgado pronunciarse sobre los efectos que producen las distintas dosis, especialmente cuando hablamos de contacto con estas sustancias durante periodos de tiempo largos.
El herbicida conocido como agente naranja, utilizado como arma química por Estados Unidos en la guerra de Vietnam, contenía pequeñas cantidades de ciertas dioxinas, especialmente 2,3,7,8-tetraclorodibenzodioxina (TCDD), procedentes de los procesos de producción. Al utilizarse masivamente como defoliante múltiple, los soldados que lo manipulaban, entraron en contacto con las impurezas de dioxina contenidas en el herbicida, lo que generó en muchos de ellos enfermedades cutáneas difíciles de curar, y en algunos casos terribles deformidades.

## Efectos en humanos y en el medio ambiente
Las dioxinas tienen elevada toxicidad y pueden provocar problemas de reproducción y desarrollo, afectar el sistema inmunitario, interferir con hormonas y, de ese modo, causar cáncer. Cuando algunas personas han estado expuestas a altas concentraciones de 2,3,7,8-TCDD han tenido cloracné, con efectos que puede durar décadas eliminar.
Recientemente se ha encontrado una asociación de las dioxinas con la génesis de la endometriosis, una enfermedad ginecológica caracterizada por el crecimiento del tejido endometrial por fuera de la cavidad uterina y que puede ocasionar dolor pélvico, dismenorrea o dolor menstrual e infertilidad.

### Efectos cancerígenos
Múltiples  estudios realizados con personas expuestas a estos productos han asociado exposición a las dioxinas con un aumento de probabilidad de cáncer . por otra parte, existen estudios realizados y expuestos en la Ocupational & Environmental Medicine que atribuyen, tras un seguimiento de 23 años después de cerrada una planta química en Hamburgo, concluyendo que la mortandad de sus trabajadores por cáncer ha radicado en la exposición a los compuestos PCDD/F. Proporciones anormalmente elevadas de un extraño tipo de cáncer entre personas que trabajaban con herbicidas que contenían muy pequeñas cantidades de 2,3,7,8-TCDD.

### Efectos en la reproducción sexual
Las dioxinas y los furanos también reducen el éxito reproductivo en los animales de laboratorio al provocar nacimientos de bajo peso, camadas más pequeñas y abortos prematuros[cita requerida]. Los problemas sólo suceden cuando es la madre la expuesta al 2,3,7,8-TCDD, nunca cuando es el macho, lo que demuestra que no se produce alteración del ADN, sino alteraciones en el proceso de formación del embrión[cita requerida].
Se han hecho muchos estudios [cita requerida] sobre defectos de nacimiento entre mujeres expuestas al 2,3,7,8-TCDD. Algunos han encontrado un número de nacimientos defectuoso mayor que el normal, pero en la mayoría de las investigaciones [cita requerida] no se han encontrado evidencias de defectos de nacimiento o problemas reproductivos por este motivo.
Por lo que sabemos hasta ahora, con estudios minuciosos y detallados[¿según quién?][cita requerida], las personas que han recibido dosis anormalmente altas de estas sustancias mantienen una salud normal[cita requerida]. Todo indica[cita requerida] que el hombre soporta estas sustancias mucho mejor que la mayoría de los animales de laboratorio[cita requerida]. También es claro que trazas (concentraciones muy bajas, casi inapreciables) de estas sustancias se han encontrado en tejidos y en la leche materna de personas de muchos países; pero no se puede afirmar nada con seguridad [cita requerida] sobre los efectos a largo plazo que esta contaminación puede suponer hasta la realización de nuevos y más detallados estudios.

## Mecanismos de formación
Las dioxinas proceden principalmente[cita requerida] de las emisiones de incineradores y otras fuentes de combustión. Su formación se produce como consecuencia de procesos químicos que ocurren durante la combustión, principalmente a partir de compuestos químicos relacionados como clorobencenos, clorofenoles y policloruros de bifenilo. Debido a la elevada toxicidad de las dioxinas, se han realizado numerosos estudios sobre sus mecanismos de formación, ya que este conocimiento es de vital importancia a la hora de estudiar posibles procesos para su degradación.
Se ha propuesto un mecanismo en fase gas que transcurre mediante una serie de reacciones radicalarias:
1.	P → P• + H
2.	P + OH → P• + H2O
3.	P• → Pr
4.	P + P• → PD + Cl
5.	PD → D + HCl
6.	PD + OH → D + H2O
7.	P• + R → P + R•
8.	P• + OH → Pr
9.	D → Pr
10.	D + OH → Pr
11.	P• + O2 → Pr
12.	R + OH → R• + H2O
13.	R → Pr
Donde P son fenoles policlorados, P• son radicales fenoxi policlorados, PD son 2-fenoxifenoles policlorados (precursores de las dioxinas), D son PCDDs, R es algún componente del combustible orgánico, R• es una molécula del combustible sin un átomo de hidrógeno y Pr son productos sin especificar.
La formación de dioxinas en fase gas sólo explicaría una parte del contenido total de estos compuestos encontrados en las emisiones de los procesos de combustión, por lo que también se ha propuesto un mecanismo basado en una catálisis heterogénea. Se sugiere que un mecanismo de Langmuir-Hinshelwood, que implica reacciones radical-radical superficiales, y un mecanismo de Eley-Rideal, que implica reacciones entre una molécula en fase gas y otra adsorbida, son los responsables de la formación de PCDFs y PCDDs, respectivamente, en superficies. Las principales diferencias de este mecanismo con el mecanismo en fase gas es la formación del radical fenoxi clorado por el impacto de quimisorción del fenol policlorado en la superficie catalítica (normalmente óxidos metálicos como CuO) y el impedimento estérico de radicales centrados en el oxígeno adsorbidos en la superficie, que inhiben reacciones radical-radical que llevan a la formación de dibenzo-p-dioxina.
Este tipo de reacciones son muy complejas y difíciles de estudiar, ya que los radicales que intervienen en ellas son extremadamente reactivos. Además, la variabilidad del material orgánico incinerado y el amplio rango de tecnologías de combustión hacen su estudio todavía más complejo. Por ello, el mecanismo preciso de la formación de dioxinas aún no está del todo claro, aunque existen varias teorías en desarrollo.
Es importante mencionar que también se pueden encontrar estudios sobre posibles mecanismos para la inhibición de estas reacciones, los cuales sugieren que la presencia de algunos compuestos básicos como amoniaco, óxido de calcio o hidróxido sódico inhiben la formación de PCDDs y PCDFs a partir de fenoles y bencenos clorados con eficacias de hasta el 99%.

## Mecanismos de degradación
Existen evidencias[cita requerida] de que las dioxinas son susceptibles a la biodegradación en el medio ambiente como parte del ciclo natural del cloro. Las dioxinas poco cloradas pueden ser degradadas por bacterias aerobias del género de las Sphingomonas, Pseudomonas y Burkholderia[cita requerida]. La degradación es normalmente iniciada por dioxigenasas angulares que atacan el anillo adyacente al oxígeno del éter, obteniéndose finalmente los fenoles clorados[cita requerida]. Estas dioxinas también pueden ser atacadas metabólicamente bajo condiciones aeróbicas por hongos que utilizan peroxidadasas de la lignina extracelular. Las dioxinas altamente cloradas pueden ser decloradas reductivamente en sedimentos anaeróbicos por bacterias del género Dehalococcoides[cita requerida]. Estos estudios[cita requerida] indican que la biodegradación puede contribuir a la atenuación natural de los niveles de dioxinas en suelos, aguas superficiales o sedimentos, pero esta degradación es muy lenta, con tiempos de vida media en un rango desde 2 hasta 170 años según el tipo de dioxina, y para algunas de ellas la degradación observada es nula. Por este motivo se han llevado a cabo numerosos estudios[cita requerida] para aumentar la eficacia de esta degradación por vías no naturales.
La degradación de PCDDs en concentraciones de 10 ng/L llega a ser completa[cita requerida] con sistemas de Fe(II)/H2O2/UV en disolución acuosa a tiempos de entre 20 y 300 minutos en condiciones óptimas. La velocidad de esta fotodegradación decrece con el número de átomos de cloro en la dioxina. Este proceso parece ser iniciado por una reacción oxidativa producida por el ataque de radicales OH• a los cuatro átomos de carbono adyacentes a los átomos de oxígeno, produciendo finalmente fenoles clorados. La producción de estos radicales estaría inducida fotoquímicamente a partir del hidróxido de hierro. Otros estudios[cita requerida] sugieren que la velocidad de este proceso puede ser incrementada añadiendo ultrasonidos al sistema que favorecen la formación de radicales OH•. Basándose en estos resultados, estos sistemas podrían ser una tecnología útil para el tratamiento de aguas residuales que contengan estos contaminantes.
También se ha encontrado[cita requerida] un proceso mediante el cual se pueden declorar dioxinas en disolventes orgánicos como etanol, n-nonano y tolueno. Se basa en una degradación radiolítica con rayos γ de un isótopo de Co. Las especies reactivas producidas por la irradiación de los disolventes son átomos de hidrógeno, radicales del disolvente y electrones libres o solvatados. La degradación es principalmente atribuida a la decloración por los electrones y, en parte, por los radicales del disolvente. El mecanismo propuesto[cita requerida] para la degradación de octacloro dibenzo-p-dioxina (OCDD) en etanol:
1.	OCDD + e- → hepta-CDD• + Cl-
2.	hepta-CDD• + CH3CH2OH → hepta-CDD + CH3C•HOH
3.	OCDD + CH3C•HOH → hepta-CDD• + HCl + CH3CHO
4.	hepta-CDD• + CH3C•HOH → hepta-CDD-CH3CHOH(aducto)
De igual manera, el hepta-CDD es reducido a hexa-CDD[cita requerida], y a través de una decloración secuencial se produce dibenzo-p-dioxina. Este estudio[cita requerida] demuestra que la adición de etanol a residuos líquidos produce la degradación de más del 90% de las dioxinas.